# Grewia rugosifolia
Grewia rugosifolia är en malvaväxtart som beskrevs av De Wild.. Grewia rugosifolia ingår i släktet Grewia och familjen malvaväxter. Inga underarter finns listade i Catalogue of Life.